# Saléon
Saléon ist eine französische Gemeinde im Département Hautes-Alpes in der Region Provence-Alpes-Côte d’Azur. Sie gehört zum Kanton Serres im Arrondissement Gap.

## Geografie
Der Gebirgsfluss Buëch bildet im Nordosten die Grenze zu Eyguians und Laragne-Montéglin. Die weitere Nachbargemeinden sind Val Buëch-Méouge mit Châteauneuf-de-Chabre im Süden, Nossage-et-Bénévent im Südwesten und Garde-Colombe im Nordwesten.

## Bevölkerungsentwicklung

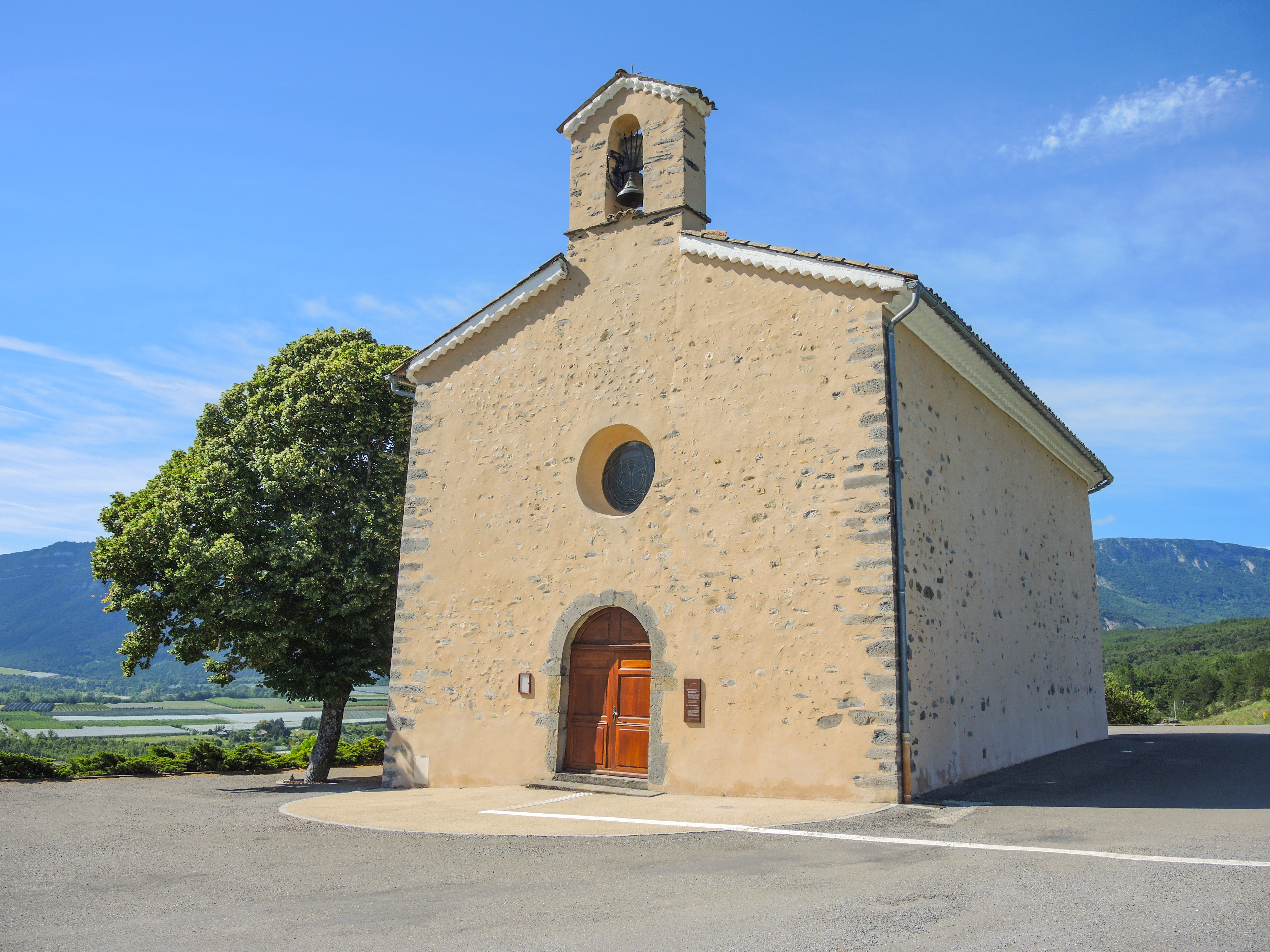
Kirche Saint-Antoine

| Jahr      | 1962 | 1968 | 1975 | 1982 | 1990 | 1999 | 2008 | 2012 |
| --------- | ---- | ---- | ---- | ---- | ---- | ---- | ---- | ---- |
| Einwohner | 65   | 46   | 43   | 51   | 47   | 69   | 81   | 93   |